# 向島橘銀座商店街
向島橘銀座商店街（むこうじまたちばなぎんざしょうてんがい）は、東京都墨田区の京成押上線京成曳舟駅から明治通りの南東約500mに位置する、南東に伸びる約450mの商店街である。
一般にはキラキラ橘商店街と通称で呼ばれることが多く、商店街の看板にも「キラキラ橘」と表示されており、惣菜・乾物等の商店が多いのが特色で、墨田区内でも1〜2番手にあげられる有力な商店街。

## 概要
商店街の名称は、昭和6年に映画館の橘館がこの通りにできたことに由来し、戦前から「橘館通り」として地域住民に親しまれてきた。戦時中は物資の不足、戦災等で商業活動も中断したが、戦後は周辺地区の人口の過密化とともに、商店街も復興して戦前をしのぐ勢いとなり、発展を続けた。昭和35年には「商業協同組合」を設立した。
しかしながら同区に存在する錦糸町や隣区の江東区にある亀戸の副都心化による発展などもあり、大規模な人口流出が起こり、徐々に衰退している。
そこで、商店街を地域の特性である「下町コミュニティ」の核として改めて位置づけ、近代化を進めることによって再生を図るべく、平成元年度の東京都コミュニティ商店街事業の申請を行った。そして、指定を機に、ハード・ソフト両面にわたる意欲的な活性化事業に着手した。
商店街の町並みは総じてレトロチックに構成され、戦前の町並みを彷彿とさせる。コンビニエンスストア等は商店街内には設立されていないが、〔スーパーマーケット〕のBig-Aが存在する。
店主等の高齢化により商店は減り続けており老舗に類するのは数件あるのみ。
他所から若者等による経営者が増えレトロチックな店舗を生かしつつ新たな商店街へと生まれ変わった店舗形態も見られるようになっている。

## テレビ番組
- 日経スペシャル ガイアの夜明け 崖っぷちを救え！～大不況に挑む“街の金融マン”たち～（2009年4月28日、テレビ東京）[1]。- 信用金庫が主導する下町商店街の再生劇を取材。